# Скильпарио
Скильпарио (итал. Schilpario) — коммуна в Италии, располагается в регионе Ломбардия, в провинции Бергамо.
Население составляет 1302 человека (2008 г.), плотность населения составляет 21 чел./км². Занимает площадь 63 км². Почтовый индекс — 24020. Телефонный код — 0346.
Покровителем населённого пункта считается святой Sant’Antonio di Padova.

## Демография
Динамика населения:

## Администрация коммуны
- Официальный сайт: http://www.comune.schilpario.bg.it/